# Органи влади ДКР

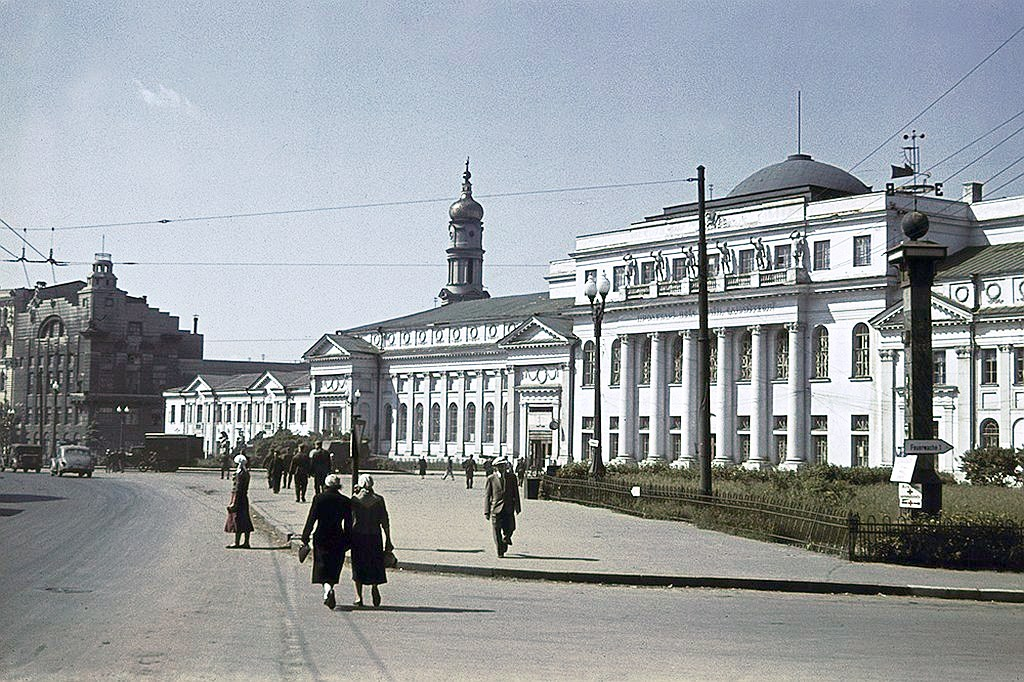
Будинок, у якому розташовувався Обком ДКР і відбувся III з'їзд (Будинок купецьких зборів)

Органи влади ДКР — органи влади Донецько-Криворізької республіки, яка існувала фактично в період 30 січня (12 лютого) — 20 березня 1918 року.

## З'їзди і створення владних структур

### I з'їзд
З 25 квітня по 6 травня 1917 в Харкові відбувся перший обласний з'їзд Рад робітничих депутатів Донецької та Криворізької областей. На з'їзді було 170 делегатів, які сформували на багатопартійній основі свій постійний орган — Обласний комітет Рад (Обком) на чолі з 33-річним харків'янином Лазарем Голубовським з партії лівих есерів.         и На початку діяльність цього Обкому блокувалась більшовиками, які вимагали його перевиборів (ймовірно, через прагнення здобути в ньому більшість).

### II з'їзд
II обласний з'їзд Рад Донецько-Криворізького басейну (Донкривбасу) відбувся 6 жовтня 1917. Зі 130 делегатів 47 були більшовиками, 41 — меншовиками, 34 — есерами, 8 делегатів були позапартійними. Оскільки в новому Обкомі більшовики не отримали абсолютної більшості, вони продовжували блокувати його роботу.
Артем на з'їзді виступав з різкою критикою Обкому: «Я критикую Обласний комітет не за бездіяльність, а за діяльність, спрямовану проти робітничого класу. Комітет був канцелярією Міністерства праці».
Після більшовицького перевороту в Росії більшовики почали вимагали перевиборів обкому з надією отримати більшість.

### III з'їзд
III з'їзд Рад Донецько-Криворізького басейну відбувся 9 грудня 1917 у приміщенні Дворянського зібрання в Харкові. 
Як з'ясувалося з перших же хвилин засідання з'їзду він був нелегітимний. "За регламентом, затвердженим II з'їздом, він мав би вважатися правомочним, якби на ньому були присутні більше половини Рад області. З 140 ж рад було представлено 46. На цьому засіданні з'їзд донецьких рад більшістю голосів погодився засідати разом з Київським з'їздом рад. Але варто відзначити, що з'їзд Донкривбасу не припинив свого існування. Було обрано нового голову обласної ради Б. Магідова. На цьому з'їзді було прийнято резолюцію «Про самовизначення Донецького і Криворізького басейна»
Уривок резолюції: "Беручи до уваги:
1) що Донецький і Криворізький басейни являють собою однорідну в господарському відношенні [ - територію?].
2) що всяке розділення Донецького басейна може шкідливо відбитися на розвитку його виробничих сил і послабить єдність і міць пролетарської боротьби, ... ".

### IV з'їзд
9 січня 1918, коли частини фракції більшовиків на засіданні не було, Артем з делегацією поїхав до Петрограда. З більшовиків був тільки Жаков, який запропонував вважати засідання «робочою нарадою» і обмежитися прийняттям рішення про дату обласного з'їзду Рад. Одначе Обком під головуванням лівого есера Голубовського вирішив проводити повноцінне засідання, після чого більшовики на чолі з Жаковим відмовилися брати участь в голосуванні. Без особливих дебатів було вирішено зібрати з'їзд 25 січня. Вже 10 січня Обком Донкривбасу оголосив порядок денний майбутнього з'їзду:
1. Поточний момент і економічна політика в Донбасі.
2. Поточні справи.
3. Вибори нового керівництва Обкому.
IV обласний з'їзд Рад розпочав свою роботу в суботу 27 січня 1918. З якоїсь причини в жодному з численних оголошень про з'їзд і звітів про його роботу не вказана адреси, за якою засідали делегати. За свідченнями Магідова, в січні 1918 в харківському готелі "Метрополь" відбулася нарада, на якій були присутні Артем, Васильченко, Жаков та ін.
Офіційний протокол обласного з'їзду Рад Донецько-Криворізького басейну свідчить, що загалом було обрано 74 делегата з вирішальним голосом (48 більшовиків, 19 есерів, 5 меншовиків, 2 безпартійних). Як представник ЦВК був присутній Микола Скрипник.
Склад президії мав такий вигляд: 5 більшовиків — Артем, Каменський, Жаков, Васильченко, Шишов, 2 есерів — Киричок і Затиловскій та 1 меншовик — Мишкін.
Відразу було затверджено порядок денний, який після голосування виглядав так:
1. Поточний момент.
2. Економічна політика Донбасу.
3. Обласна організація.
Відкрив захід заслужений луганський більшовик Абрам Каменський, який відразу пояснив суть останнього пункту: «З'їзд повинен вирішити дуже важливе питання про виділення Донбасу в автономну одиницю». У перші три дні —27-29 січня відбулося п'ять засідань. Після дебатів була прийнята більшовицька резолюція, в якій Рада ДонКривбасу присягла на вірність більшовицькому уряду в Петрограді (Раднаркому Росії). Також на з'їзді було прийнято відозву «До всіх робітників Донецького району, до всіх Рад Робітничих депутатів і Рудничним Комітетам». Обговорення питання про проголошення Донецької республіки Рад була відкладено на останній день з'їзду 30 січня.
У дні роботи з'їзду в газеті «Донецький пролетар» у статті «Національний чи економічний принцип федерації» пояснювалася позиція батьків-засновників Донецько-Криворізької республіки. Уривок: «Право самовизначення мають тільки робітники і бідніше селянство, і не тільки на національне, і навіть бажано не на нього»
"Обласний з'їзд РКБ обирає Обласний Комітет з 11 осіб і доручає йому утворити Раду Народних Комісарів Донецького і Криворізького басейна. Утворена Обласним Комітетом Рада Комисарів в своїй роботі буде відповідальна у проміжках між з'їздами і перед Обласним комітетом, а коли з'їзди будуть скликані, то перед з'їздами. В інтересах гарантії відповідальності Ради Комисарів з'їзд скликається: 1) на вимогу Ради Комисарів 2) за постановою Обласного Комітету 3) на вимогу всіх районів, які входять в республіку".
«IV обласний з'їзд Рад робітничих депутатів Донкривбасу постановляє 1) Донецький басейн і Криворізький район складають автономну область південноросійської Української республіки, як частина Всеросійської Федерації Радянських республік. 2) для проведення Радянської влади і для об'єднання діяльності Рад в області, з'їзд постановляє обрати обласний комітет і обласних комісарів по всім галузям місцевого суспільного життя ...».
Потім відбулося історичне голосування по резолюції Васильченко. Офіційні протоколи з'їзду і місцева преса однозначно свідчать, що за рішення про створення Донецько-Криворізької республіки проголосувало рівно 50 депутатів з 74, які взяли участь у голосуванні. З урахуванням того, що не голосувала фракція есерів і меншовиків, рішення про створення ДКР підтримала вся фракція більшовиків і 2 позапартійних.

## Схема управління Донецько-Криворізької республіки
- Обласний комітет Рад робітничих депутатів Донецько-Криворізького басейну.
- Рада народних комісарів Донецько-Криворізького басейну.

## Комісаріати
Народний комісаріат військових справ ДКР
Народний комісаріат закордонних справ ДКР

### Народний комісаріат освіти ДКР
Народний комісаріат освіти ДКР — один з контролюючих органів ДКР, наркомом був Жаков.

#### Історія
На IV з'їзді Рад був створений наркомат освіти, який очолив Жаков Михайло Петрович. Наркомат був розміщений в будівлі відомої харківської газети «Южный край» на вулиці Сумській, 13.
Вже після переїзду уряду ДКР в Луганськ наркомом освіти був призначений Я. Істомін.

#### Діяльність
Приблизно третина декларацій про діяльність уряду ДКР, прийнятих відразу після його сформування, була присвячена освіті. Документ свідчить: "Рада Народних Комісарів, покладаючи головну роботу по народній освіті на робочі культурно-просвітницькі організації, візьметься до створення Рад народної освіти, до широкої постановки позашкільної освіти та дошкільного виховання і в першу чергу до створення колоній для дітей трудової бідноти, до запровадження загального безкоштовного навчання та перевлаштування на засадах однотипності трудового принципу самоврядування учнів у політехнічній освіті ".
Михайло Жаков на наступний день після публікації вищеназваної декларації публічно звернувся до представників культурно-просвітницьких, громадських, профспілкових організацій і партій із закликом зібратися 21 лютого на «нараду з організаційних питань в справі народної освіти».
IV обласному з'їзді Жаков власноруч накидав кілька варіантів структури наркомату. На засіданні обласного комітету ДКР 18 лютого 1918 запропонована Жаков структура була затверджена,
Того ж дня нарком освіти звільнив від займаної посади попечителя Харківського навчального округу професора Івана Красуського. 9 березня Жаков опублікував велику інструкцію місцевим комісарам і комісіям народної освіти. Цією інструкцією під страхом трибуналу він забороняв втручання представників міських дум або земських установ в роботу комісарів освіти, призначених місцевими радами. Комісари в справах освіти наділялися широкими повноваженнями для вирішення поточних проблем, пов'язаних з функціонуванням навчальних закладів та фінансуванням їх діяльності.
Головною проблемою наркомату була постійна нестача коштів, які призначались на освіту. 15 березня Раднарком ДКР перерахував відомству Жакова 200 тис. рублів, чого було недостатньо. Тому утримання навчальних закладів частково покривали місцеві ради. На деяких великих заводах робітники домовилися відраховувати 0,5-1% своєї зарплати на утримання шкіл і дошкільних закладів.
22 лютого Жаков видав наказ про скорочення навчального року для випускників через проблеми, пов'язані з опаленням і утриманням шкіл. Але разом з тим влада ДКР боролись проти спроб закривати школи на місцях. Виконком Катеринославської ради 25 лютого прийняв постанову, в якій попереджав, що закриття шкіл «вважитиметься саботажем» і пригрозив винних покарати.
Незважаючи на важке становище, комісаріат намагався відкривати нові школи. Так, школи були відкриті в Сорокинський руднику і в селі Кабанське Куп'янського повіту.
В республіці формувалася нова «пролетарська школа»: освіта була безкоштовною, скасовувалися тілесні покарання, скасовувалися домашні завдання. Це пояснювалося так: «Вчителі повинні виконувати більш розумну і інтенсивну роботу в класі, що усуне перевантаження учнів роботою і відкриє їм можливість до поступового, і головне, своєчасного самовизначення. Задавання уроків додому не дає простору і свободи вибору дитячого розвитку».

#### Мова викладання
Досить толерантно влада ДКР ставилась до мови навчання в школах. Документи того періоду показують, що особливої дискусії з приводу викладання українською мовою не було. Артем на пленумі обкому заявив що він не проти відкриття українських інших шкіл: «Ми за те, щоб всякій групі, яка бажає вчити дітей на певній мові, була дана школа»
Головною проблемою відкриття українських шкіл була відсутність навчальних посібників українською мовою.. Проте, українські школи або класи в Донецькій республіці відкривалися за першою вимогою батьків і повітових земств. Наприкінці лютого тільки в Богодухівському повіті Харківщини виклади українською були в 25 школах, а в Харкові вперше була відкрита гімназія з українською мовою навчання.

### Народний комісаріат праці ДКР
Народний комісаріат праці ДКР — один з контролюючих органів ДКР. Наркомом був Магідов.

#### Історія
Наркомат праці був створений 14 лютого 1918.

#### Структура
Наркомат розташовувався на другому поверсі Земельного банку, мав досить оригінальну структуру для міністерства в сучасному розумінні. По суті це був колегіальний орган, куди входили представники від обласного виконкому Рад, центрального фабрично заводського комітету, обласної рада профспілок та страхових груп. Рішенням обкому і РНК Донецької республіки наркомат Магідова був включений в Ради народного господарства на правах особливого відділу. При цьому, за словами наркома, залишався «зовсім самостійним комісаріатом, в якому мав низку налагоджених відділів». Такої складної структуризації і взаємного підпорядкування не мав жоден інший наркомат Донецької республіки:
1. Народний комісаріат праці
2. Колегія
3. Відділ розподілу робочої сили.
3.4 Обласна біржа праці
3. Обласна рада робітничого контролю.
3. Відділ охорони праці.
3. Відділ взаємовідносини праці та капіталу.
3.4. Обласна комісія конфлікті
3. Юридичний відділ.
3. Відділ соціального страхування
3.4. Центральна комісія страхування від безробіття
3.4. Страхова рада
Магідов організував медичне обслуговування робітників. 15 лютого в Харкові були зібрані представники лікарняних кас міста, які створили страхову групу. Ця конференція постановила відкрити санаторії для хворих на туберкульоз робітників — зокрема, в заміському ресторані «Версаль». Таку практику поширювали і на інші міста республіки. Санаторії для робітників були відкрити в Маріуполі і на Святих горах.
24 лютого наркомат заснував постійно діючі конфліктні комісії (камери) при профспілках, а в своїй структурі створив обласну комісію, до якої увійшли по 2 представники від обласних бюро профспілок металістів, гірників і союзу інженерів гірничозаводської промисловості Донбасу, а також один представник власне наркомату.
На початку березня розпорядженням Магідова були закриті всі приватні біржі праці та посередницькі контори, які займалися наймом співробітників. Їх функції наркомат перебрав на себе. Спільно з профспілками комісаріат створив кілька майстерень для безробітних, в різних містах створювалися нічліжні будинки.
В Маріуполі на початку квітня були відкриті дві благодійні їдальні, в яких годували 2360 безробітних, і гуртожиток для безхатченків.